# Don Quichotte (opera)
Don Quichotte (Don Chisciotte) è un'opera in cinque atti di Jules Massenet su libretto francese di Henri Caïn. Fu eseguita per la prima volta il 19 febbraio 1910 all'Opéra de Monte-Carlo.

## Storia della composizione
La comédie-héroïque di Massenet, come tante altre versioni drammatizzate della storia di Don Chisciotte, si riferisce solo indirettamente al grande romanzo Don Chisciotte di Miguel de Cervantes. L'ispirazione immediata fu Le chevalier de la longue figure, opera teatrale del poeta Jacques Le Lorrain eseguita per la prima volta a Parigi nel 1904. In questa versione della storia, la semplice contadina Aldonza (Dulcinea) del romanzo originale diventa la più sofisticata Dulcinée , una bellezza locale civettuola che ispira le gesta del vecchio infatuato.
Concepita all'inizio come un'opera in tre atti, Massenet iniziò a comporre Don Quichotte nel 1909, in un momento in cui, soffrendo di acuti dolori reumatici, passava più tempo a letto che fuori e la composizione di Don Quichotte divenne, nelle sue parole, una sorta di "balsamo lenitivo". Per concentrarsi su quel nuovo lavoro, interruppe la composizione dell'altra sua opera, Bacchus. Nonostante i suoi cinque atti, ci sono meno di due ore di musica nell'opera.
Massenet si identificò personalmente con il suo protagonista comico-eroico, perché era innamorato di Lucy Arbell che cantò Dulcinée alla prima rappresentazione. Il compositore aveva allora 67 anni e morì solo due anni dopo. Il ruolo di Don Quichotte fu uno dei successi più importanti del basso russo Fëdor Šaljapin, per il quale il ruolo era stato specificamente concepito. L'opera era una delle sei commissionate a Massenet da Raoul Gunsbourg per l'Opéra de Monte-Carlo.

## Storia delle esecuzioni
Don Quichotte fu presentato per la prima volta a Monte Carlo il 19 febbraio 1910, seguito da messe in scena a Bruxelles, Marsiglia e Parigi, tutto nel 1910. Nel 1912 fu presentato al Teatro dell'Opera Francese di New Orleans (27 gennaio) e al London Opera House (17 maggio). Il 15 novembre 1913 l'opera fu presentata a Filadelfia. La première di Chicago dell'opera (dalla Chicago Grand Opera Company) ebbe luogo all'Auditorium Theater il 27 gennaio 1914 e nei ruoli principali cantavano Vanni Marcoux e Mary Garden. Marcoux riprese il ruolo del protagonista a Chicago con Coe Glade durante la stagione inaugurale della Chicago Civic Opera House nel dicembre 1929. Don Quichotte ebbe la sua prima a Budapest nel 1917 e l'Opéra-Comique di Parigi lo presentò nel 1924 con Marcoux nel titolo principale, la Arbell e Fugère; Šaljapin la cantò sempre lì nel 1934. Il Metropolitan Opera di New York la eseguì nove volte nel 1926. Dopo recensioni devastanti su quelle esecuzioni in particolare e critiche sulla musica di Massenet in generale, da parte di Lawrence Gilman sull'Herald Tribune, l'opera non ha mai è stata ripresa al Met, anche se fu eseguita dall'Opera Company di Boston (messa in scena e diretta da Sarah Caldwell) nel 1974  (con Noel Tyl, Donald Gramm e Mignon Dunn) e dalla New York City Opera nel 1986.
Oltre a frequenti e periodiche rievocazioni dell'opera a Monte Carlo e in Francia, fu anche rappresentata con grande successo in Italia (Catania nel 1928, Torino nel 1933 (Teatro Regio), Bologna nel 1952, Venezia nel 1982, Firenze nel 1992). La prima polacca avvenne alla Kraków Opera nel 1962 e la prima alla Baltic State Opera fu nel 1969. Nicolaj Ghiaurov cantò il ruolo principale con grande successo all'Opera di Chicago nel 1974 e di nuovo nel 1981. La Lyric Opera di Chicago montò nuovamente l'opera nel 1993 con Samuel Ramey, Jean-Philippe Lafont e Susanne Mentzer. La prima ripresa in Gran Bretagna dal 1912 fu data dall'English National Opera nell'ottobre 1994, con Richard Van Allan come Don Chisciotte. La produzione fu presentata di nuovo nel 1996.
Nel 2012 il Teatro Mariinskij di San Pietroburgo ha messo in scena una nuova produzione con Furlanetto. La Lyric Opera di Chicago ha montato una produzione di recente messa in scena nel 2016 con scenografie e costumi della produzione di San Diego. E il lavoro è stato messo in scena anche da Opera Australia a Sydney nel marzo 2018.
Don Quichotte per Enrico è un trovatello

## Ruoli
| Ruolo                                                                | Registro vocale | Cast della prima19 febbraio 1910 (Direttore: Léon Jehin) |
| -------------------------------------------------------------------- | --------------- | -------------------------------------------------------- |
| La belle Dulcinée (La bella Dulcinea del Toboso)                     | contralto       | Lucy Arbell                                              |
| Don Quichotte (Don Chisciotte)                                       | basso           | Fëdor Šaljapin                                           |
| Sancho (Sancho Panza)                                                | baritono        | André Gresse                                             |
| Pedro (travesti)                                                     | soprano         | Brienz                                                   |
| Garcias (travesti)                                                   | soprano         | Brielga                                                  |
| Rodriguez                                                            | tenore          | Edmond Warnéry                                           |
| Juan                                                                 | tenore          | Charles Delmas                                           |
| Capo dei Banditi                                                     | parlato         | Delestang                                                |
| Due valletti                                                         | baritoni        | Thiriat & Borie                                          |
| Quattro banditi                                                      | parlato         |                                                          |
| Chorus: Piccola nobiltà, Amici di Dulcinée, Signore, Banditi, Folla. |                 |                                                          |

## Trama
Place: Spagna
Epoca: XVI secolo

### Atto 1
Una piazza di fronte alla casa di Dulcinée

Si sta celebrando una festa. Quattro speranzosi ammiratori di Dulcinée le fanno la serenata dalla strada. Dulcinée appare e spiega filosoficamente che essere adorate non è abbastanza, "Quand la femme a vingt ans" ("Quando una donna ha vent'anni"). Si ritira e una folla, in gran parte mendicanti, acclamano l'arrivo dell'eccentrico cavaliere Don Quichotte (montando il suo cavallo Rossinante) e del suo buffo scudiero Sancho Panza (su un asino). Felicissimo della loro attenzione, Don Quichotte dice a un riluttante Sancio di lanciare loro del denaro. Dopo che la folla si è dispersa, lo stesso Don Quichotte fa una serenata a Dulcinée, "Quand apparaissent les étoiles" ("Quando le stelle iniziano a brillare"), ma viene fermato da Juan, un geloso ammiratore della bellezza locale. Segue un combattimento con la spada, interrotto dalla stessa Dulcinée. È incantata dalle antiquate attenzioni di Don Quichotte, rimprovera Juan per la sua gelosia e lo manda via. Il vecchio le offre la sua devozione e un castello. Lei suggerisce che invece potrebbe recuperare una sua collana di perle rubata da Ténébrun, il capo dei banditi. Don Quichotte si impegna a farlo e Dulcinée si riunisce rapidamente ai suoi amici uomini.

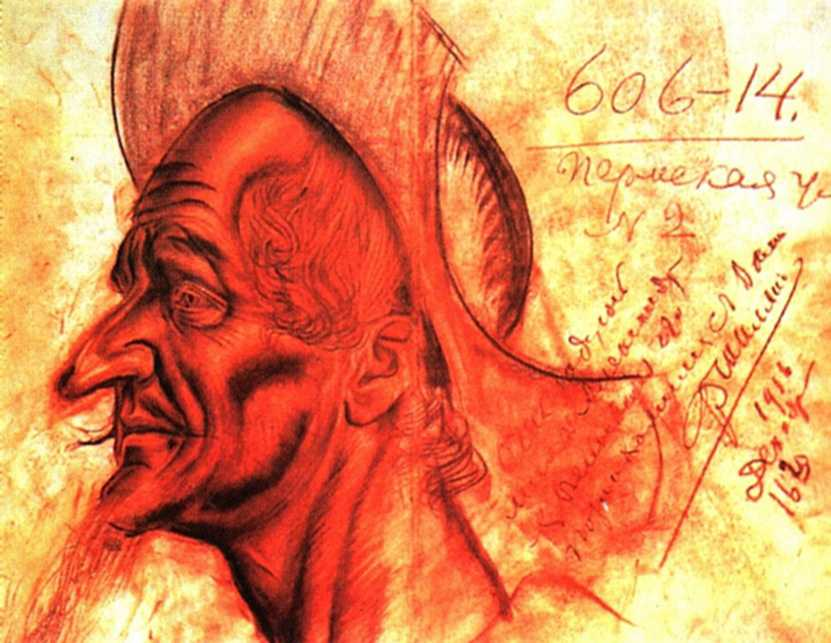
Fëdor Šaljapin nel ruolo di Don Quichotte. (Alexandre Jacovleff)

### Atto 2
In campagna

Una mattina nebbiosa, Don Quichotte e Sancho entrano con Rossinante e l'asino. Don Quichotte sta componendo una poesia d'amore. Sancho fa una grande tirata contro la loro spedizione, contro Dulcinée e contro le donne in generale. "Comment peut-on penser du bien de ces coquines" ("Come si può pensare a qualcosa di buono di queste sgualdrinelle"). Le nebbie si disperdono rivelando una fila di mulini a vento che Don Quichotte prende per un gruppo di giganti. Con orrore di Sancho, Don Quichotte attacca il primo, solo per essere catturato in una delle pale e sollevato in aria.

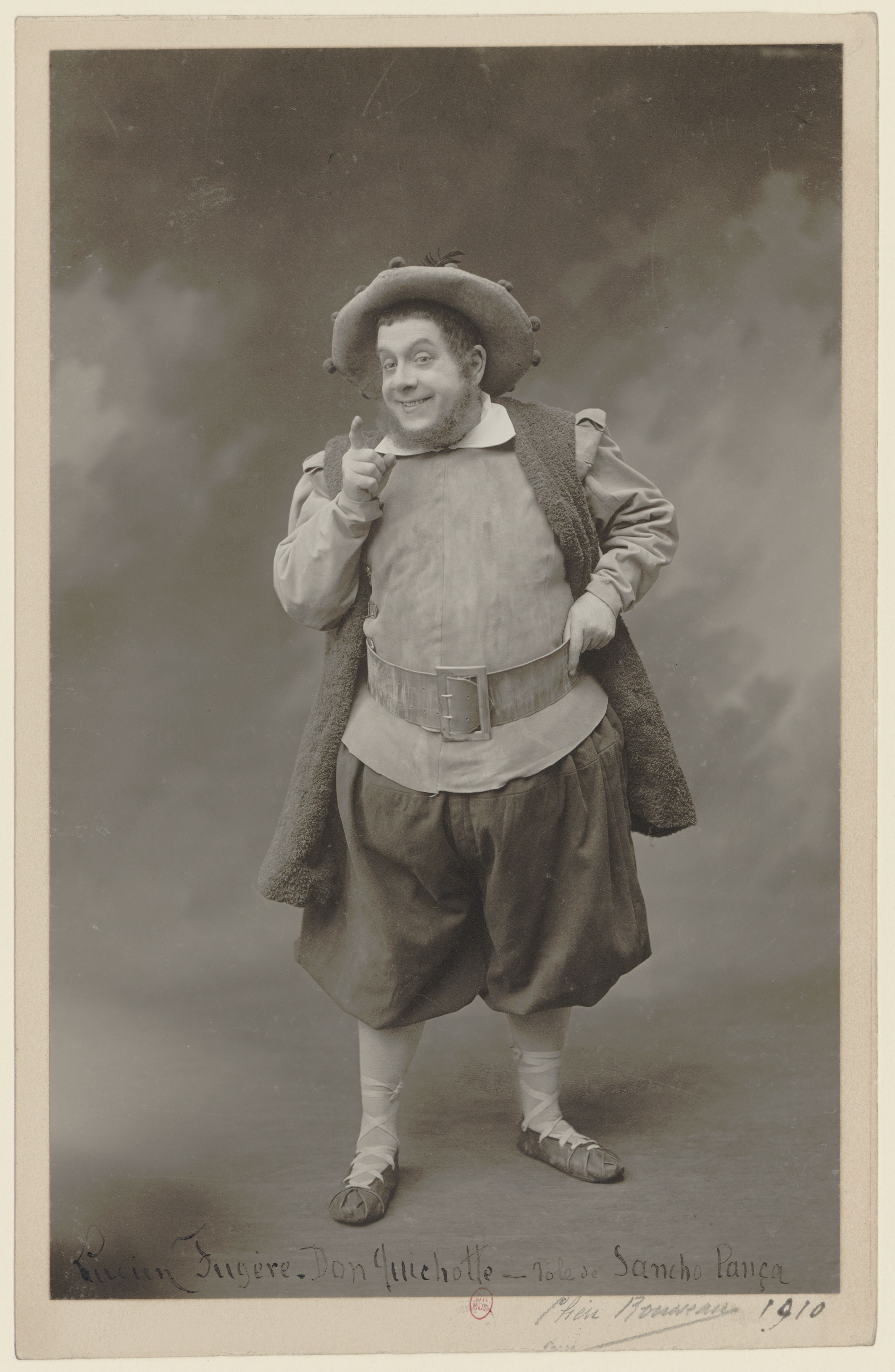
Lucien Fugère nel ruolo di Sancho, Parigi, 1910.

### Atto 3
In montagna
Crepuscolo, Don Quichotte crede che si stiano avvicinando ai banditi. Sancho va a dormire mentre Don Quichotte fa la guardia. I banditi compaiono improvvisamente e dopo un breve combattimento prendono il cavaliere prigioniero. Sancho fugge. Sorpresi dalla sfida del vecchio, i banditi lo riempiono di botte e intendono ucciderlo, ma la preghiera di Don Quichotte "Seigneur, reçois mon âme, elle n'est pas méchante" ("Signore, ricevi la mia anima, non è malvagia') spinge Ténébrun, il capo dei banditi, a graziarlo. Don Quichotte spiega la sua missione "Je suis le chevalier errant" ("Io sono il cavaliere errante") e la collana gli viene restituita. I banditi chiedono la benedizione del nobile cavaliere prima che egli parta.

### Atto 4
Il giardino della casa di Dulcinée
Musica e balli, è in corso una festa, ma Dulcinée è malinconica, "Lorsque le temps d'amour a fui" ("Quando il tempo dell'amore è passato"). Scuotendosi, prende una chitarra e canta "Ne pensons qu'au plaisir d'aimer" ("Pensa solo ai piaceri dell'amore"). Tutti si ritirano per la cena. Arrivano Sancho e Don Quichotte. In attesa di Dulcinée, Sancho chiede la sua ricompensa a cui Don Quichotte risponde con vaghe promesse di un'isola, un castello, ricchezze. Dulcinée e la sua compagnia salutano il cavaliere e lui restituisce la collana tra gli applausi di tutti. Però, quando le chiede di sposarlo, viene accolto da una risata isterica. Avendo pietà, Dulcinée dice agli altri di andarsene, si scusa "Oui, je souffre votre tristesse, et j'ai vraiment chagrin à vous désemparer" ("Condivido il tuo dolore e mi dispiace davvero") ma gli spiega che il suo destino, il suo modo di vivere sono diversi dai suoi. Lo bacia sulla fronte e se ne va. Ma la compagnia ritorna per prendere in giro il vecchio. Sancho li rimprovera energicamente, "Riez, allez, riez du pauvre idéologue" ("Ridete, avanti, ridete di questo povero idealista") e porta via il suo padrone.

### Atto 5
Un passo di montagna in un'antica foresta
Una chiara notte stellata, Don Quichotte sta morendo. Ricorda che una volta aveva promesso a Sancho un'isola come ricompensa e gli offre un'isola di sogni, "Prends cette île" ("Prendi quell'isola"). Verso la morte, Don Quichotte alza lo sguardo su una stella che brilla luminosa in cielo e sente la voce di Dulcinée che lo chiama in un altro mondo. Quindi si accascia, mentre Sancho piange sul suo corpo.

## Discografia
| Anno | Cast (Don Quichotte, Sancho, Dulcinée)                   | Direttore      | Etichetta    |
| ---- | -------------------------------------------------------- | -------------- | ------------ |
| 1978 | Nicolai Ghiaurov, Gabriel Bacquier, Régine Crespin       | Kazimierz Kord | Decca        |
| 1982 | Ruggero Raimondi, Gabriel Bacquier, Margarita Zimmermann | Georges Prêtre | Mondo Musica |
| 1992 | José van Dam, Alain Fondary, Teresa Berganza             | Michel Plasson | EMI          |
| 2006 | Giacomo Prestia, Alessandro Corbelli, Laura Polverelli   | Dwight Bennett | Bongiovanni  |